# Löbbenkopf
Löbbenkopf är en bergstopp i Österrike.   Den ligger i distriktet Lienz och förbundslandet Tyrolen, i den centrala delen av landet, 300 km väster om huvudstaden Wien. Toppen på Löbbenkopf är 2 751 meter över havet.
Terrängen runt Löbbenkopf är bergig. Runt Löbbenkopf är det ganska glesbefolkat, med 26 invånare per kvadratkilometer.. Närmaste större samhälle är Matrei in Osttirol, 14,2 km sydost om Löbbenkopf. 
Trakten runt Löbbenkopf består i huvudsak av gräsmarker.